# Limni Plastiras
Limni Plastiras (tiếng Hy Lạp: ?) là một khu tự quản ở vùng Thessalía, Hy Lạp. Khu tự quản Limni Plastiras có diện tích 198 km², dân số theo điều tra ngày 18 tháng 3 năm 2001 là 4022 người.